# USA Cycling National Racing Calendar
El USA Cycling National Racing Calendar, también llamado simplemente NRC, es una competición ciclista amateur que se disputa en Estados Unidos. Tanto para ciclistas femeninas como masculinos.
Aúna en una clasificación gran parte de las pruebas ciclistas que se celebran en territorio estadounidense, en la categoría masculina la mayoría de ellas amateur excepto algunas pocas profesionales de categoría .2 (última categoría del profesionalismo). Desde 2011 forman parte de la clasificación todos los ciclistas de los equipos que se registran previamente, siempre que cumplan los requisitos oportunos. Se establece un sistema de puntuación en función de la posición conseguida en cada prueba y a partir de ahí se crea la clasificación.

## Historia
Hasta el 2006 puntuaron todas las carreras profesionales y amateurs, debido a ello destacaron en el palmarés masculino corredores contrastados como Chris Horner y Floyd Landis, limitando a partir del 2007 las carreras profesionales a solo algunas de categoría .2 (última categoría del profesionalismo). Además, hasta el 2010 fue una competición abierta en la que puntuaba cualquier equipo y corredor, por ello los equipos de categoría UCI ProTeam y Profesional Continental que participaron en carreras amateurs lo hicieron bajo el permiso de la UCI, incluso alguno de los ciclistas pertenecientes a esos equipos de categoría superior corrió estas carreras con equipos amateurs. A partir del 2011 se introdujo el requisito de que solo pudiesen puntuar equipos y sus corredores de categoría Profesional Continental (que solo pueden participar en las carreras profesionales), Continental y amateur y que estos estuviesen previamente registrados con sus corredores preselecionados (rosters).
Debido a la gran cantidad de pruebas de diverso tipo que puntuaban a partir del 2012 se redujo el número de estas solo siendo puntuables carreras de ciclismo en ruta convencional (8 femeninas y 7 masculinas), dejando los critériums (carreras urbanas de poco kilometraje) para otra competición paralela llamada National Criterium Calendar.

### Femenina
En cuanto a la competición femenina esta comenzó en 1997 y al tener todos los equipos consideración de semi-profesionales, desde el 2005 como la categoría Continental masculina, no ha habido ninguna limitación a la hora de participar. La clasificación por equipos comenzó a disputarse en 1999. En esta están incluidas casi todas las carreras ciclistas del calendario americano, incluidas las profesionales, prueba de ello es que está incluida la clásica profesional de categoría 1.1 Liberty Classic. La única no incluida fue la profesional del Exergy Tour 2012 (único año en el que se disputó) catalogada con categoría 2.1.

## Palmarés

### Femenino
| Año  | Ganadora           | Segunda           | Tercera            | Clasificación por equipos     |
| ---- | ------------------ | ----------------- | ------------------ | ----------------------------- |
| 1997 | Susy Pryde         | Kendra Wenzel     | Karen Bliss        | No se entregó                 |
| 1998 | Dede Demet         | Linda Jackson     | Kendra Wenzel      | No se entregó                 |
| 1999 | Anna Wilson        | Jeannie Longo     | Lyne Bessette      | Saturn                        |
| 2000 | Tina Pic           | Diana Ziliute     | Anna Wilson        | Saturn                        |
| 2001 | Lyne Bessette      | Genevieve Jeanson | Petra Rossner      | Saturn                        |
| 2002 | Laura Van Gilder   | Kimberly Bruckner | Judith Arndt       | Saturn                        |
| 2003 | Lyne Bessette      | Tina Pic          | Genevieve Jeanson  | Saturn                        |
| 2004 | Tina Pic           | Lyne Bessette     | Lynn Gaggioli      | Genesis Scuba/FFCC            |
| 2005 | Tina Pic           | Ina Teutenberg    | Christine Thorburn | T-Mobile Professional Cycling |
| 2006 | Tina Pic           | Kristin Armstrong | Laura Van Gilder   | Team Lipton                   |
| 2007 | Laura Van Gilder   | Mara Abbott       | Kristin Armstrong  | Webcor Builders               |
| 2008 | Tina Pic           | Laura Van Gilder  | Anne Samplonius    | Cheerwine                     |
| 2009 | Alison Powers      | Kristin Armstrong | Joanne Kiesanowski | Webcor Builders               |
| 2010 | Catherine Cheatley | Alison Powers     | Mara Abbott        | TIBCO-To The Top              |
| 2011 | Janel Holcomb      | Leah Kirchmann    | Theresa Cliff-Ryan | Colavita-Forno d'Asolo        |
| 2012 | Carmen Small       | Alison Powers     | Jade Wilcoxson     | Optum                         |
| 2013 | Alison Powers      | Claudia Häusler   | Shelley Olds       | TIBCO-To The Top              |
| 2014 | Lauren Stephens    | [[]]              | [[]]               | TIBCO-To The Top              |
| 2015 | Leah Kirchmann     | [[]]              | [[]]               | UnitedHealthcare              |

### Masculino
| Año  | Ganador            | Segundo               | Tercero             | Clasificación por equipos                       |
| ---- | ------------------ | --------------------- | ------------------- | ----------------------------------------------- |
| 1999 | Gordon Fraser      | ?                     | ?                   | Mercury                                         |
| 2000 | Gordon Fraser      | ?                     | ?                   | Mercury                                         |
| 2001 | Trent Klasna       | Scott Moninger        | Eric Wohlberg       | Saturn                                          |
| 2002 | Chris Horner       | Danny Pate            | Gordon Fraser       | Mercury                                         |
| 2003 | Chris Horner       | Tom Danielson         | John Lieswyn        | Saturn                                          |
| 2004 | Chris Horner       | Gordon Fraser         | Jonas Carney        | Health Net presented by Maxxis                  |
| 2005 | Scott Moninger     | Mark Mccormack        | Chris Wherry        | Health Net presented by Maxxis                  |
| 2006 | Floyd Landis       | Karl Menzies          | Greg Henderson      | Health Net presented by Maxxis                  |
| 2007 | Rory Sutherland    | Ben Jacques-Maynes    | Christopher Baldwin | Toyota-United                                   |
| 2008 | Rory Sutherland    | Ted King              | Ben Jacques-Maynes  | Health Net presented by Maxxis                  |
| 2009 | Tom Zirbel         | Lucas Sebastián Haedo | Rory Sutherland     | Colavita-Sutter Home presented by Cooking Light |
| 2010 | Luis Romero Amaran | Jonathan Cantwell     | Rory Sutherland     | Fly V Australia                                 |
| 2011 | Francisco Mancebo  | Jake Keough           | Luis Romero Amaran  | Bissel                                          |
| 2012 | Francisco Mancebo  | Rory Sutherland       | Tom Zirbel          | Competitive                                     |
| 2013 | Francisco Mancebo  | Joey Rosskopf         | Chad Haga           | Optum-Kelly Benefit Strategies                  |
| 2014 | Travis McCabe      | Tom Zirbel            | Ian Crane           | Optum presented by Kelly Benefit Strategies     |
| 2015 | Michael Woods      | [[]]                  | [[]]                | Hincapie                                        |

## Palmarés por países
| País           | Victorias |
| -------------- | --------- |
| Estados Unidos | 11        |
| Australia      | 3         |
| Canadá         | 3         |

| País           | Victorias |
| -------------- | --------- |
| Estados Unidos | 8         |
| España         | 3         |
| Canadá         | 3         |
| Australia      | 2         |
| Cuba           | 1         |

## Pruebas

### Pruebas 2015
- Redlands Bicycle Classic (masculina amateur y femenina amateur)
- Joe Martin Stage Race p/b Nature Valley (masculina amateur y femenina amateur)
- Tour de Gila (masculina profesional y femenina amateur)
- Tour de California femenino (femenina profesional)
- Winston Salem Cycling Classic (masculina profesional y femenina profesional)
- Philadelphia Cycling Classic (masculina profesional y femenina profesional)
- Nature Valley Grand Prix/North Star GP (masculina amateur y femenina amateur)
- Thompson Bucks County Classic (masculina profesional)

### Otras pruebas profesionales (desde 2007)
- Tour de Leelanau (masculina y femenina)
- Mt. Hood Cycling Classic (femenina)
- Tour de Utah (masculina y femenina amateur)
- Tour de Elk Grove (masculina)
- Tour de Battenkill (masculina)
- Liberty Classic (femenina)